# سمبات یکم
سمبات یکم (به ارمنی Սմբատ Ա، به لاتین Smbat I معروف به فدایی) او پسر آشوت یکم و دومین پادشاه دودمان باگراتونی می‌باشد که از تاریخ ۸۹۲–۹۱۴ میلادی بر ارمنستان سلطنت کرد.

## تاریخ
افشین از دودمان ساجیان حکمران آذربایجان به بهانه قراردادی که آشوت یکم با امپراتوری روم شرقی منعقد نموده بود به ارمنستان حمله‌ور شد. سمبات یکم در راس سپاهیان خود جلو اعراب را گرفت، سپس دست به حمله متقابل زد، دوین را که مقر حکومت حکمرانان بود به تصرف درآورد و عده زیادی از سران عرب را اسیر کرد.

قلمرو ارمنستان در دوران دودمان باگراتونی

افشین با وجود این شکست، پس از یک دوره آرامش بار دیگر به ارمنستان تاخت و سمبات با اینکه غافلگیر شده بود توانست نیروهای خود را متمرکز سازد و سپاهیان عرب را در استان آراگاتسوتن شکست داد. افشین پس از این شکست به ناگزیر یاری و همکاری فرمانروای عرب بین‌النهرین شمالی به نام «احمد» را با خود جلب کرد، و آنگاه سپاهیان هر دو حاکم یکی از مشرق و یکی از جنوب، با هم به ارمنستان حمله‌ور شدند. سمبات مجبور به عقب‌نشینی کرد تا خود را در قسمتهای شمالی کشورش به ایالت تایک که نیروهای عرب نتوانستند به آنجا دست بیابند رسانید. مهاجمان شهر قارص را که همسر و پسر سمبات اول در آنجا بسر می‌بردند محاصره کردند. شهر پس از چند ماه مقاومت در برابر محاصره کنندگان ناچار به تسلیم شد و افشین آنان را به عنوان گروگان نگاه داشت. پس از مرگ افشین، برادرش یوسف ایجاد رابطه با ارمنستان را با آزاد کردن گروگانها آغاز کرد، لیکن بزودی تصمیم گرفت دست به حمله تازه‌ای به آن کشور بزند. سمبات موفق شد که یوسف را در حمله نخستینش به عقب‌نشینی وادارد، ولی یوسف توانست امیرنشین ارمنی واسپورکان و چندتن دیگر از نجبای ارمنی را که از رعیای آشوت اول بودند و مخالف سمبات بودند را همدست سازد و بر سمبات بتازند.
سمبات در برابر این ائتلاف تا به قلعه مستحکم کاپویت عقب نشست و در آنجا به مدت یک سال (تا ۹۱۳ میلادی) به محاصره افتاد. سرانجام تسلیم شد به این شرط که پادگان دژ در امان بمانند و به جان ایشان تجاوز نشود. یوسف این شرط را پذیرفت ولی به آن وفا نکرد. شاه سمبات را به اسیری گرفت و سپس او را اعدام کرد.
ارمنستان به مدت ده سال مورد تاخت تاز و تاراج حاکم عرب قرار گرفت و آن سرزمین آباد دچار قحطی شد و اما شاهزادگان، واسپورکان در سال ۹۰۸ میلادی به پاداش خیانتی که کرده بودند تاج پادشاهی را گرفتند.